# Religionsfreiheit in Vietnam
Religionsfreiheit in Vietnam ist in der Verfassung der Sozialistischen Republik Vietnam zwar formell vorgesehen. In der Praxis ist die Religions- und Weltanschauungsfreiheit jedoch massiv eingeschränkt.

## Normierung

### Verfassungsrechtlicher Rahmen
Die Verfassung der Sozialistischen Republik Vietnam führt unter Artikel 24 Absatz 1 die Religions- und Weltanschauungsfreiheit als Grundrecht auf. Artikel 24 Absatz 2 der Verfassung verpflichtet den Staat explizit dazu, die Religions- und Weltanschauungsfreiheit zu achten und zu schützen. Artikel 24 Absatz 3 beinhaltet eine Schrankenregelung für die Religions- und Weltanschauungsfreiheit, die aussagt, dass die Religions- und Weltanschauungsfreiheit nicht genutzt werden soll, um gegen Gesetze des Landes zu verstoßen. Darüber hinaus stellt Artikel 14 Absatz 2 eine weitere Schrankenregelung auf, die alle in der Verfassung der Sozialistischen Republik Vietnam aufgeführten Grundrechte betrifft, und damit auch die Religions- und Weltanschauungsfreiheit. Schrankenregeln im Bereich des Forums Externum der Religionsfreiheit (Religionsausübung in der Öffentlichkeit) gibt es auch in anderen Verfassungen. Beschränkungen sind im Sinne des Menschenrechtsansatzes allerdings ausschließlich dann zulässig, wenn sie angemessen und verhältnismäßig sind. In autokratisch regierten Ländern wie der Sozialistischen Republik Vietnam werden die Grundsätze jedoch häufig missachtet. De facto wird Religions- und Weltanschauungsfreiheit den im Land lebenden Menschen und Religionsgemeinschaften nur solange sie sich dem Kontrollanspruch der kommunistischen Staatsführung grundsätzlich unterordnen erlaubt. Dies Erwartungshaltung, dass sich die Religionsgemeinschaften der staatlichen Einheitspolitik unterzuordnen haben, wird auch im Verfassungstext deutlich. Artikel 9 nennt die Religionen als Teil der „Vietnamesischen Vaterlandsfront“:
„Die Vietnamesische Vaterlandsfront ist ein politisches Bündnis und ein freiwilliger Zusammenschluss von politischen Organisationen, gesellschaftspolitischen Organisationen, sozialen Organisationen und Einzelpersonen, die ihre sozialen Klassen und Schichten, Ethnien, Religionen und Auslandsvietnamesen vertreten.“
Ein restriktiver Rahmen ergibt sich auch aus dem nationalen Gesetz, das die Registrierung von Religionsgemeinschaften in Vietnam regelt. Eine zentrale Rolle bei der Kontrolle der Religionsgemeinschaften spielen zudem die „Büros für religiöse Angelegenheiten“, die Teil der Strukturen der „Vietnamesischen Vaterlandsfront“ sind.

### Völkerrechtlicher Rahmen
Vietnam ist dem Internationalen Pakt über bürgerliche und politische Rechte am 24. September 1982 beigetreten, der unter Artikel 18 das Recht auf Gedanken-, Gewissens- und Religionsfreiheit ausformuliert.
Beim Universal Periodic Review (UPR-Verfahren) beim UN-Menschenrechtsrat wurden wiederholt Defizite mit Blick auf die Religions- und Weltanschauungsfreiheit in Vietnam thematisiert. Insgesamt haben andere Staaten im Rahmen dieses Peer-Review-Verfahrens, in dem regelmäßig die Menschenrechtslage in allen Mitgliedsstaaten überprüft wird, bislang 39 Empfehlungen mit Blick auf die Religions- und Weltanschauungsfreiheit ausgesprochen. Bei der ersten Überprüfung 2009 wurden 14 Empfehlungen ausgesprochen, bei der zweiten Überprüfung 2014 insgesamt 10 Empfehlungen und bei der dritten Überprüfung 2019 insgesamt 15 Empfehlungen. 24 Empfehlungen wurden von der vietnamesischen Regierung „angenommen“, 15 nur „zur Kenntnis genommen“.

## Verletzungen der Religionsfreiheit in Vietnam

### Verletzungen der Religionsfreiheit nach dem Vietnam-Krieg und der Wiedervereinigung Vietnams unter kommunistischer Herrschaft

#### Repressionen gegen die katholische Kirche
Nach dem Ende des Zweiten Vietnamkrieges 1975 und der Wiedervereinigung Nord- und Südvietnams unter der Herrschaft der siegreichen kommunistischen Seite geriet die katholische Kirche, die in Südvietnam gut vernetzte, weitreichende Strukturen aufgebaut hatte, stark unter Druck:

##### Enteignungen gegenüber der katholischen Kirche
Während die katholische Kirche vor dem Krieg in jedem Bistum in Südvietnam ein Priesterseminar betrieben und viele Schulen und karitative Einrichtungen unterhalten hatte, wurden in Folge der Wiedervereinigung zahlreiche kirchliche Gebäude und Grundstücke durch die kommunistische Partei beschlagnahmt. Insgesamt wurden 2250 katholische Liegenschaften konfisziert. Darunter befanden sich 1030 Grundschulen, 226 weiterführende Schulen, 159 Gesundheitsstationen, 48 Krankenhäuser 58 Waisenhäuser und 35 Altenheime.

##### Verbot der Caritas
1965 hatte die katholische Bischofskonferenz Vietnams die katholische Wohlfahrtsorganisation Caritas Vietnam gegründet. Die Organisation wies auch noch nach dem Kriegsende funktionierende Strukturen auf, die ein Netzwerk umfassten, das bis in entlegene Dorfpfarreien reichte. 1976, nach der Wiedervereinigung Vietnams, verbot die Regierung jedoch Caritas Vietnam. Erst 2008 erhielt die katholische Kirche die Erlaubnis, Caritas Vietnam zum Zweck wohltätiger Aktivitäten wieder einzurichten.

#### Repressionen gegen nicht-registrierte Religionsgemeinschaften
Die kleine, von Duong Van Minh begründete Religionsgemeinschaft, der Mitglieder der ethnischen Minderheit der Hmong angehören, ist seit Jahren das Ziel staatlicher Repressionen. Nach dem Tod des Religionsführers Duong Van Minh störten staatliche Sicherheitskräfte die Trauerfeierlichkeiten und verhafteten mindestens 56 Mitglieder der Religionsgemeinschaft.
Bereits zuvor stand die Religionsgemeinschaft im Fokus von Repressionen durch die Staatsführung, welche der Religionsgemeinschaft vorwirft, eine „falsche Religion“ zu sein, der es darum gehe, ein Königreich der Hmong zu errichten und die Bevölkerung gegen die kommunistische Zentralregierung aufzubringen.
Die Gruppe setzt sich für eine Erneuerung und Vereinfachung von Bestattungsritualen ein, die in Vietnam traditionell sehr aufwendig und kostspielig sind. Etliche Grabstätten der Gruppe wurden durch die staatlichen Behörden zerstört.